# Thelairosoma longicorne
Thelairosoma longicorne är en tvåvingeart som beskrevs av Louis-Paul Mesnil 1954. Thelairosoma longicorne ingår i släktet Thelairosoma och familjen parasitflugor.
Artens utbredningsområde är Zimbabwe. Inga underarter finns listade i Catalogue of Life.